# Jozef Fabula
Jozef Fabula (* 1952) je bývalý slovenský fotbalista, obránce.

## Fotbalová kariéra
V československé lize hrál za Tatran Prešov. Nastoupil ve 4 ligových utkáních. Gól v lize nedal.

## Ligová bilance
| Ročník                                   | Zápasy | Góly | Klub          |
| ---------------------------------------- | ------ | ---- | ------------- |
| 1. československá fotbalová liga 1973/74 | 4      | 0    | Tatran Prešov |
| CELKEM 1. liga                           | 4      | 0    |               |